# District de Hollabrunn
Le district de Hollabrunn est une subdivision territoriale du Land de Basse-Autriche en Autriche. Il est limitrophe au nord de la République tchèque. En 1890, la population du district s’élevait à 77 584 habitants, atteignant ainsi son niveau maximum. Depuis, la population est en diminution constante. Actuellement, selon les résultats du recensement de « Statistik Austria » de 2001, on dénombre 50 070 résidents dans le district.

## Géographie

### Relief
Le relief est largement modelé par la vallée de la Thaya.

### Lieux administratifs voisins
|  |  |  |
|  |  |  |
|  |  |  |

## Communes
Le district de Hollabrunn est subdivisé en 24 communes :
- Alberndorf im Pulkautal
- Göllersdorf
- Grabern
- Guntersdorf
- Hadres
- Hardegg
- Haugsdorf
- Heldenberg
- Hohenwarth-Mühlbach am Manhartsberg
- Hollabrunn
- Mailberg
- Maissau
- Nappersdorf-Kammersdorf
- Pernersdorf
- Pulkau
- Ravelsbach
- Retz (Autriche)
- Retzbach
- Schrattenthal
- Seefeld-Kadolz
- Sitzendorf an der Schmida
- Wullersdorf
- Zellerndorf
- Ziersdorf